# 上越市立牧中学校
上越市立牧中学校（じょうえつしりつまきちゅうがっこう）は新潟県上越市牧区にある市立中学校。

## 概要
周囲を山に囲まれた自然が豊かな場所に立地し、高台に位置するため上越市の平野部も見渡せる。

上越市立牧小学校と同様、牧区で唯一の中学校であるため、通学区域は牧区の全域である。生徒数は2019年5月の時点で35人と小規模な学校である。

特色ある取り組みとして、年に1度全校での宿泊体験学習を3泊4日の日程で実施している。これは小規模校であるが故に人間関係が固定化しがちなことを改善しようと打ち出された取り組みであり、人間関係づくりの能力、自己有用感を高め、苦しさに負けない気骨を育むことを目標としている。

## 教育方針

### 教育目標
- 自立
- 共生
- 挑戦

### 地域教育目標
- ふるさと牧を愛し、夢と志をもち、未来をたくましく切り拓く子ども

## 沿革

### 年表
- 1947年5月1日 - 牧村立牧中学校創立（同時に原・川上に分校を設置）。
- 1949年1月10日 - 本校と共に新築工事に着手していた川上小・併置川上校舎が火災で焼失。
- 1949年4月29日 - 牧中学校本校独立校舎落成式。
- 1949年12月24日 - 川上小学校・併置牧中学校川上校舎が完工。
- 1959年4月1日 - 原・川上分校を牧中学校に統合。
- 1960年4月15日 - 現在地に新校舎を建て、移転。
- 1961年1月 - 冬季の通学困難な生徒を対象とした寄宿舎が開設。
- 1973年12月 - 寄宿舎を改築。柏葉寮と愛称がつけられる。
- 1978年4月15日 - 牧村立沖見中学校を統合し、一村一中学校になる。
- 1986年9月27日 - 現校舎が完成。
- 1987年12月12日 - 現体育館が完成。
- 1997年4月 - 生徒数の減少により、寄宿舎が廃止。
- 1998年4月 - 統合20周年記念式典を開催。
- 2005年1月1日 - 上越市との合併により、現在の校名である上越市立牧中学校に改称。

## 部活動
- バレーボール部
- 吹奏楽部
- 特設陸上部

## 行事
- 4月：入学式
- 9月：体育祭
- 12月：生徒会選挙
- 3月：卒業式

## 通学区域
牧小学校の通学区域

### 進学前小学校
- 上越市立牧小学校